# Imleria
Imleria Vizzini, 2014 è un genere di funghi basidiomiceti della famiglia Boletaceae.

## Descrizione

### Cappello
Bruno-rosso, da bruno castagna a bruno-mattone scuro, a volte pallido, poi liscio e glabro, viscido in caso d'umidità. Pileipellis isotricoderma, composta da ife intrecciate, lunghe e affusolate, liscia o leggermente incrostata da piccoli granuli, pigmento giallognolo all'interno d'una matrice gelatinosa.

### Pori
Angolari, leggermente larghi a maturità, concolori ai tubuli, azzurri al tocco.

### Tubuli
Tubuli da color crema a giallo limone, poi blandi, bruni se tagliati.

### Gambo
Centrale, concolore al cappello o di poco più pallido, leggermente fioccoso o fibrilloso-striato. Trama da biancastra a giallo-limone, poi blu specialmente intorno ai tubuli e, al tocco, sull'apice del gambo.

### Carne
- Sapore dolce
- Odore non distintivo[2]

### Microscopia
Anse d'anastomosi assenti.
Spore
Boletoidi, disadorne.

## Specie di Imleria
Elenco delle specie di Imleria più conosciute:
- Imleria badia (Fr.) Vizzini, 2014, specie tipo, caratterizzata da pileus marrone scuro, contesto stipitale che si tinge di rosa tenue, gambo non affusolato alla base[3]
- Imleria floridana A. Farid, A.R. Franck & J. Bolin, 2020, cappello bruno rossastro scuro, gambo non macchiato di rosa, esile e affusolato alla base[3]
- Imleria heteroderma (J. Blum) T. Rödig, 2015, pileipellis non gelatinizzato ed elementi delle ife lisci[3]
- Imleria obscurebrunnea (Hongo) Xue T. Zhu & Zhu L. Yang, 2014, basidiospore lunghe 9.5–12 × 4–4.5 µm, si trova in aree subtropicali nella rizosfera di Fagaceae[3]
- Imleria pallida (Frost) A. Farid, A.R. Franck, & J. Bolin, 2020, cappello generalmente da glauco a pallido, da marrone pallido biancastro a marrone chiaro[3]
- Imleria parva Xue T. Zhu & Zhu L. Yang, 2015, basidioma di piccole dimensioni (larghezza del cappello ≤4 cm), apice del gambo da castano a marrone scuro[3]
- Imleria subalpina Xue T. Zhu & Zhu L. Yang, 2015, basidiospore lunghe 11–15 × 4.5–6.0 µm, si trova in aree subalpine nella rizosfera di Pinaceae[3]

## Origine del nome
Il nome del genere Imleria rende omaggio al micologo belga Louis Imler (1900-1993).